# الحجرة الزرقاء
الحجرة الزرقاء بلدية بولاية البويرة.
- مقدمــــــــــة:

الحجرة الزرقاء قصر من القصور تقع في سفوح الوسط لجبل عبد الله، تبعد عن مقر ولاية البويرة ب 80 كلم
وترجع تسمية الحجرة الزرقاء إلى عدة روايات نقدم منها مايلي:
- أولا:

تقول الروايات المتعارف عليها أن الحجرة الزرقاء تعود إلى
```
وجود بها حجرة كبيرة سميت عليها وهذه الحجرة لونها ازرق لذا سميت عليها 
```

تجمع فيه جميع سكان أولاد السي عمر
قريبة منها إلى الواقع بعيدة عن الخيال
و انبثقت هذه البلدية في التقسيم الإداري لسنة 1984 وتعاقب على رئاسة مجلسها كل من السيد.
بوسعيد علي لمدة سنة وبعد إقالته تسلم رئاسة السيد جميل لعموري المجلس بما انه النائب الثاني لحد الآن.
أستفادت البلدية على مشاريع تنموية نذكر أهمها أستفادة سكانها من الغاز الطبيعي في إطار برنامج
الهضاب العليا للتنمية ومتوسطة بالإضافة إلى ترميم الطرق الولائي رقم 13 الذي يربطها بالطريق
الوطني رقم 08.

## مواضيع ذات صلة
- بلديات ولاية البويرة
- دوائر ولاية البويرة